# Сан-Донато-Миланезе
Сан-Донато-Миланезе (итал. San Donato Milanese) — город в Италии, в провинции Милан области Ломбардия.
Население составляет 31 659 человек, плотность населения составляет 2638 чел./км². Занимает площадь 12 км². Почтовый индекс — 20097. Телефонный код — 02.
Покровителем города считается святой Донат из Ареццо, празднование в третье воскресение сентября.